# Свердловина 44

Свердловина 44 — гідрогеологічна пам'ятка природи місцевого значення. Розташовується в Волноваському районі Донецької області. Статус пам'ятки природи присвоєно рішенням облвиконкому № 26 від 11 січня 1978 року. 
Площа — 0,1 га. 
Свердловина 44 — джерело радонових вод.